# Broken Social Scene
Broken Social Scene är ett indierockband från Toronto, Kanada, bildat 1999. Bandet består av 19 personer men Kevin Drew och Brendan Canning brukar räknas som "huvudmedlemmarna". Många av medlemmarna är med i andra kanadensiska indieband eller kända genom egna solokarriärer, och bandet kallas därför ibland för en supergrupp.

## Medlemmar
- Kevin Drew – sång, orgel, gitarr, trummor, piano, keyboard
- Brendan Canning – basgitarr, gitarr, piano, keyboard, sång
- Justin Peroff – trummor
- Charles Spearin – gitarr, basgitarr, trumpet
- Andrew Whiteman – gitarr, basgitarr, sång
- Jason Collett – gitarr
- David Newfeld – sång
- Leslie Feist – sång
- Emily Haines – sång
- James Shaw – gitarr
- Evan Cranley – trumpet, trombon
- Amy Millan – sång, gitarr
- Ohad Benchetrit – gitarr, flöjt, saxofon
- Martin Davis Kinack – trummor, keyboard sång
- Jo-ann Goldsmith – trumpet
- Torquil Campbell – melodica, trumpet, sång
- John Crossingham – gitarr, trummor
- Lisa Lobsinger – sång
- Julie Penner – fiol

## Diskografi

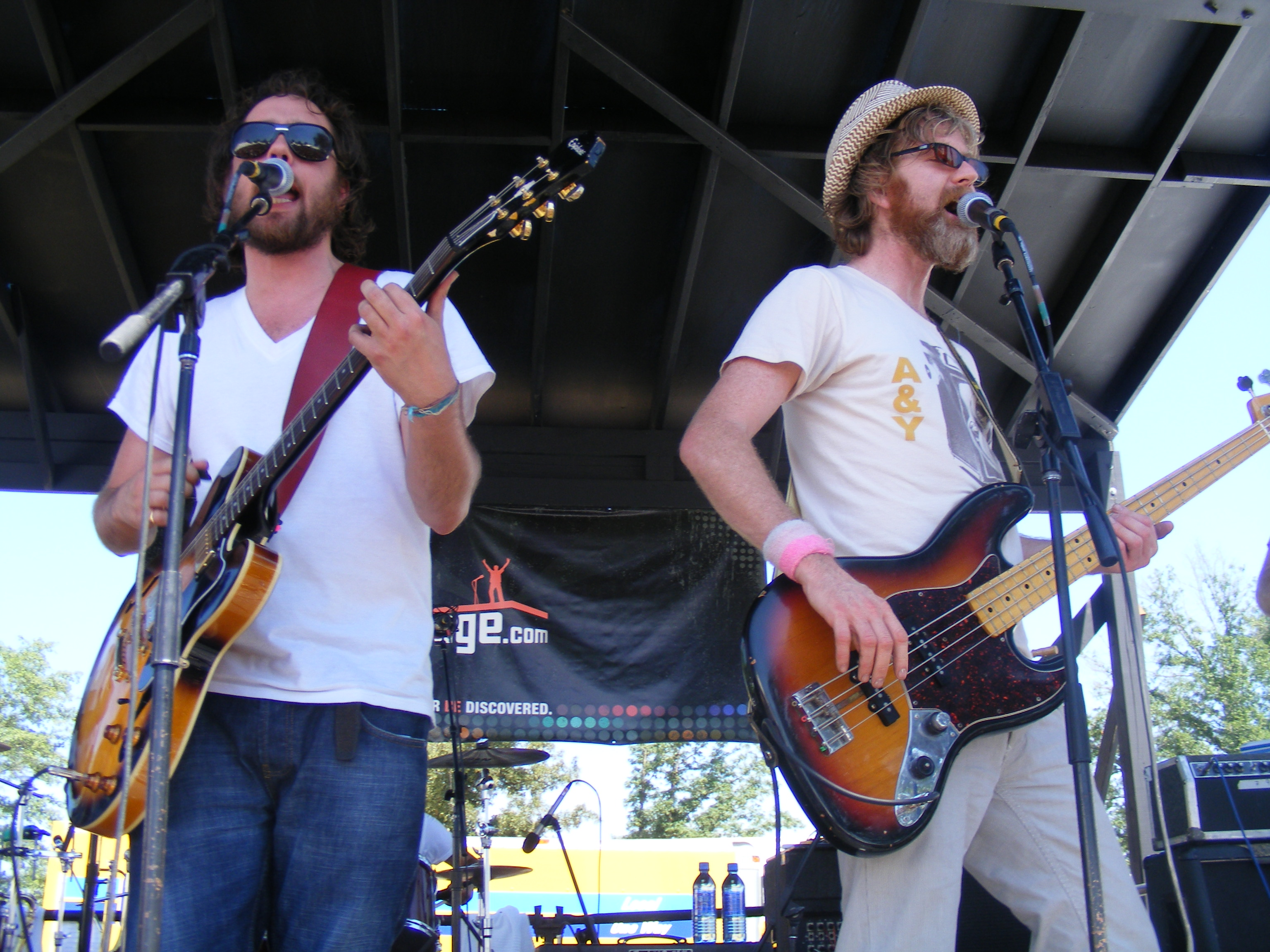
Kevin Drew och Brendan Canning

Studioalbum
- 2001 – Feel Good Lost
- 2002 – You Forgot It in People
- 2005 – Broken Social Scene
- 2010 – Forgiveness Rock Record

EP
- 2002 – Stars and Sons / KC Accidental
- 2005 – EP to Be You and Me
- 2006 – Live at Lollapalooza 2006
- 2007 – Live at Radio Aligre FM in Paris
- 2008 – Live From Bonnaroo 2008
- 2010 – Lo-Fi for the Dividing Nights

Singlar
- 2003 – "Cause = Time"
- 2005 – "Ibi Dreams of Pavement (A Better Day)"
- 2006 – "7/4 (Shoreline)"
- 2006 – "Fire Eye'd Boy" / "Canada vs. America (Exhaust Pipe Remix)"
- 2010 – "Forced to Love" / "All to All"

Samlingsalbum
- 2004 – Bee Hives